# Elie Klein
Elie Klein, teilweise auch Elie Klain, (* 20. Mai 1989) ist ein israelischer Eishockeyspieler, der seit 2014 bei den Rishon Devils in der Israelischen Eishockeyliga unter Vertrag steht.

## Karriere
Elie Klein begann seine Karriere als Eishockeyspieler bei Ice Time Herzlia in der zweiten israelischen Liga. Seit 2014 spielt er für die Rishon Devils in der israelischen Eishockeyliga.

### International
Mit der Herren-Nationalmannschaft spielte Klein erstmals bei der Weltmeisterschaft 2016 in der Division II. Auch 2017, als er Topscorer und bester Vorlagengeber des Turniers wurde, 2018 und 2019 spielte er in der Division II.

## Erfolge und Auszeichnungen
- 2017 Topscorer der Weltmeisterschaft der Division II, Gruppe B
- 2017 Bester Vorlagengeber der Weltmeisterschaft der Division II, Gruppe B
- 2019 Aufstieg in die Division II, Gruppe A bei der Weltmeisterschaft der Division II, Gruppe B